# Casinaria tolstoyi
Casinaria tolstoyi är en stekelart som beskrevs av Maheshwary och Gupta 1977. Casinaria tolstoyi ingår i släktet Casinaria och familjen brokparasitsteklar. Inga underarter finns listade.